# 仁寿寺

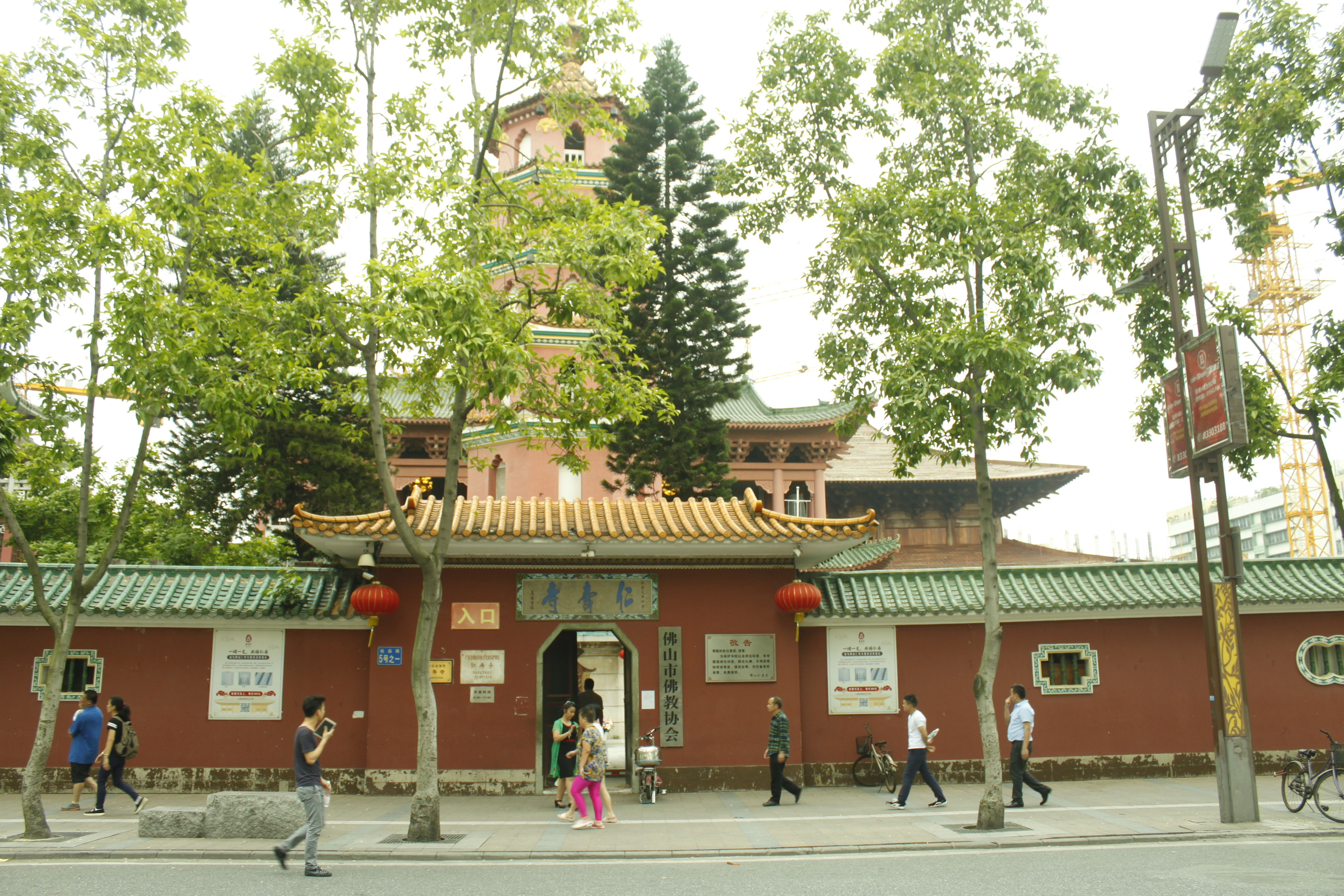
山門

仁寿寺（にんじゅじ）は、中華人民共和国広東省の仏山市禅城区にある寺院。

## 歴史

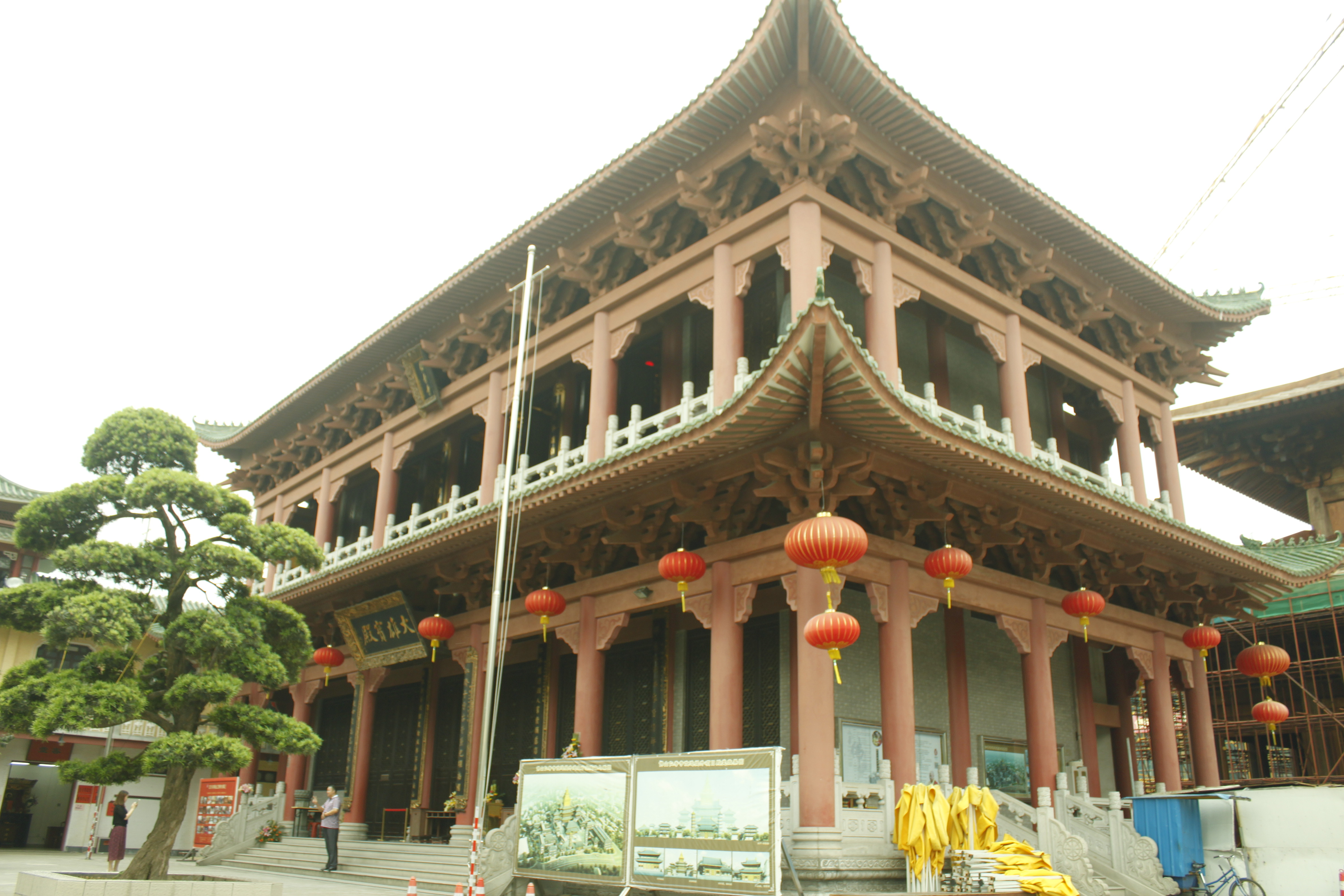
本堂

清代の順治13年（1656年）、密宗出身の縦堂により創建された。康熙8年（1669年）、僧人の玉琳が山門を修復。咸豊元年（1851年）には僧人の仁機が寺院を重修した。
1935年、密宗徒の李佩弦の寄進により如意宝塔が増築され、1938年に落成式および十余尊仏像の開眼式が行われた。
1949年に中華人民共和国が成立すると、仁寿寺は1952年に穀倉として政府に接収される。文化大革命後の1982年、新豊供銷社の幹部と許業萍居士が資金を募り全面重建し、1997年に落成、1998年に再び一般へ公開されるようになった。
1989年6月10日、仏山市は仏寺を市級文物保護単位に認定した。
2003年11月30日、釈迦仏像の開眼式が行われた。
2013年より後、大規模な再建によって、現在の基礎が築かれた。

## 主な住僧
- 縦堂
- 玉琳
- 祇園
- 慈雲
- 釈達善
- 釈明生[1]